# 제5회 부산국제영화제
제5회 부산국제영화제는 2000년 10월 6일부터 2000년 10월 14일까지 열린 영화제이다. 부산 해운대, 남포동에서 개최되었다.

## 수상

### 뉴 커런츠상
- 내가 여자가 된 날 - 마르지예 메쉬키니 수상

### 선재상
- 바르도 - 윤영호 수상

### 운파상
- 하늘색 고향 - 김소영 수상

### 넷팩상 (아시아영화진흥기구상)
- 춘향뎐 - 커스튼 베이츠-레노드 수상

### 국제영화평론가 협회상
- 해바라기(일본어판) - 유키사다 이사오 수상

### PSB 영화상
- 죽거나 혹은 나쁘거나 - 류승완 수상

### 월드 시네마
- 평행선 - 이혜란 외 1명